# Sandra Chick
Pour les articles homonymes, voir Chick.
Alexandra Chick dite Sandra Chick, née le 2 juin 1947 à Burnham Market, est une joueuse de hockey sur gazon et de basket-ball zimbabwéenne.

## Carrière
Sandra Chick fait partie de l'équipe du Zimbabwe de hockey sur gazon féminin sacrée championne olympique en 1980 à Moscou, comme sa sœur jumelle Sonia Robertson.
Elle est aussi sélectionnée en équipe du Zimbabwe de basket-ball féminin.